# Jiří Hrdina
Jiří Hrdina (* 5. Januar 1958 in Prag, Tschechoslowakei) ist ein ehemaliger tschechischer Eishockeyspieler, der in seiner aktiven Zeit von 1977 bis 1992 unter anderem für die Calgary Flames und die Pittsburgh Penguins in der National Hockey League gespielt hat.

## Karriere
Hrdina stammt aus dem Nachwuchs von Auto Škoda Boleslav und begann seine Profikarriere 1977 in der höchsten tschechoslowakischen Liga bei Sparta ČKD Prag. Zunächst spielte er als rechter Flügelstürmer, wurde aber später zum Mittelstürmer umgeschult. Während seines Militärdienstes spielte er zwei Jahre für den HC Dukla Trenčín, kehrte danach aber wieder nach Prag zurück. Regelmäßig spielte er auch für die tschechoslowakische Eishockeynationalmannschaft. Den größten Erfolg feierte er bei den Olympischen Winterspielen 1984 in Sarajevo. Erst kurz vor Turnierbeginn rückte er in den Kader nach und spielte in einer Sturmreihe mit Pavel Richter und Vladimír Růžička. Diese Reihe hatte maßgeblichen Anteil am Gewinn der Silbermedaille. Im gleichen Jahr hatten ihn die Calgary Flames beim NHL Entry Draft 1984 in der achten Runde an 159. Stelle ausgewählt, auch wenn ein Wechsel eines Spielers aus dem Ostblock damals noch sehr unwahrscheinlich war. Mitte der 1980er Jahre spielte er bei Sparta zusammen mit David Volek und Jiří Doležal und bildete mit diesen eine der gefährlichsten Angriffsreihen der 1. Liga. Am Ende der Spielzeit 1986/87 wurde Hrdina als bester Stürmer der 1. Liga ausgezeichnet.
Nach Calgary führten ihn dann die Olympischen Winterspiele 1988 und dort blieb er auch. Er war kurz vorher 30 Jahre alt geworden und so erhielt er sofort nach dem olympischen Turnier die Freigabe für den Wechsel in die NHL. So kam er in der Saison 1987/88 bei den Flames noch zu neun Einsätzen in der regulären Saison und einem in den Playoffs. Er war der erste Tscheche, der jemals für das Team spielte. Mit knapp 31 Jahren ging er nach den damaligen Regeln in seine offizielle Rookiesaison, in der er mit 22 Toren und 23 Vorlagen erfolgreichster Neuling der Flames war. Viel wichtiger war aber, dass er mit seinem Team in der Saison 1988/89 den Stanley Cup gewinnen konnte. Zudem half er bei den Flames seinem Landsmann Robert Reichel, sich an das Leben in Nordamerika und die NHL zu gewöhnen.
Im Dezember 1990 wechselte er im Tausch für Jim Kyte zu den Pittsburgh Penguins. Hier war er nicht nur wegen seiner sportlichen Qualitäten sehr wichtig. Mit Jaromír Jágr hatten die Penguins ein großes Talent in ihren Reihen und Hrdina kümmerte sich in seinen ersten beiden Jahren vor allem abseits der Eisfläche um seinen jungen Landsmann. Sportlich lief es bei den Penguins großartig. In der Saison 1990/91 gewann das Team um Mario Lemieux erstmals den Stanley Cup und verteidigte den Titel in der folgenden Spielzeit. Nach Ende der Saison beendete Hrdina seine aktive Laufbahn. In den vier Spielzeiten, die er vollständig in der NHL gespielt hatte, gewann er dreimal den Stanley Cup. Er war der erste Europäer der mit zwei unterschiedlichen Teams den Stanley Cup gewinnen konnte.
Später arbeitete er unter anderem als Scout für die Calgary Flames und Dallas Stars. Zum 100. Geburtstag von Sparta Prag wurde Jiří Hrdina in das All-Star-Team des Vereins gewählt und sein Trikot mit der Nummer 21 unter das Hallendach gehängt.

## Erfolge und Auszeichnungen
- 1984 Bester Vorlagengeber der 1. Liga 1983/84
- 1987 Bester Stürmer der 1. Liga 1986/87
- 1989 Stanley-Cup-Gewinn mit den Calgary Flames
- 1991 Stanley-Cup-Gewinn mit den Pittsburgh Penguins
- 1992 Stanley-Cup-Gewinn mit den Pittsburgh Penguins

### International
- 1977 Bronzemedaille bei der Junioren-Weltmeisterschaft
- 1982 Silbermedaille bei der Weltmeisterschaft
- 1983 Silbermedaille bei der Weltmeisterschaft
- 1984 Silbermedaille bei den Olympischen Winterspielen
- 1985 Goldmedaille bei der Weltmeisterschaft
- 1987 Bronzemedaille bei der Weltmeisterschaft
- 1990 Bronzemedaille bei der Weltmeisterschaft

## Karrierestatistik
| 1977–78        | Sparta ČKD Praha    | 1. Liga (Jun.) | 35  | 6   | 8   | 14  | 20  |    |   |   |    |    |
| 1978–79        | Sparta ČKD Praha    | 1. liga        | 39  | 7   | 8   | 15  | 18  |    |   |   |    |    |
| 1979–80        | Sparta ČKD Praha    | 1. liga        | 44  | 7   | 7   | 14  | 24  |    |   |   |    |    |
| 1980–81        | Sparta ČKD Praha    | 1. liga        | 42  | 14  | 20  | 34  | 54  |    |   |   |    |    |
| 1981–82        | Dukla Trenčín       | 1. liga        | 44  | 11  | 27  | 38  | 36  |    |   |   |    |    |
| 1982–83        | Dukla Trenčín       | 1. SNHL        | 36  | 40  | 24  | 64  |     |    |   |   |    |    |
| 1983–84        | Sparta ČKD Praha    | 1. liga        | 44  | 16  | 33  | 49  | 28  |    |   |   |    |    |
| 1984–85        | Sparta ČKD Praha    | 1. liga        | 44  | 18  | 19  | 37  | 30  |    |   |   |    |    |
| 1985–86        | Sparta ČKD Praha    | 1. liga        | 34  | 26  | 19  | 45  | 30  | 6  | 2 | 2 | 4  |    |
| 1986–87        | Sparta ČKD Praha    | 1. liga        | 31  | 18  | 18  | 36  | 50  | 6  | 2 | 5 | 7  |    |
| 1987–88        | Sparta ČKD Praha    | 1. liga        | 22  | 7   | 15  | 22  | 30  |    |   |   |    |    |
| 1987–88        | Calgary Flames      | NHL            | 9   | 2   | 5   | 7   | 2   | 1  | 0 | 0 | 0  | 0  |
| 1988–89        | Calgary Flames      | NHL            | 70  | 22  | 32  | 54  | 26  | 4  | 0 | 0 | 0  | 0  |
| 1989–90        | Calgary Flames      | NHL            | 64  | 12  | 18  | 30  | 31  | 6  | 0 | 1 | 1  | 2  |
| 1990–91        | Calgary Flames      | NHL            | 14  | 0   | 3   | 3   | 4   | –  | – | – | –  | –  |
| 1990–91        | Pittsburgh Penguins | NHL            | 37  | 6   | 14  | 20  | 13  | 14 | 2 | 2 | 4  | 6  |
| 1991–92        | Pittsburgh Penguins | NHL            | 56  | 3   | 13  | 16  | 16  | 21 | 0 | 2 | 2  | 16 |
| NHL gesamt     | NHL gesamt          | NHL gesamt     | 250 | 45  | 85  | 130 | 92  | 46 | 2 | 5 | 7  | 24 |
| 1. liga gesamt | 1. liga gesamt      | 1. liga gesamt | 380 | 164 | 190 | 354 | 300 | 12 | 4 | 7 | 11 |    |

### International
Insgesamt absolvierte Jiří Hrdina 194 Spiele für die Tschechoslowakei, in denen ihm 55 Tore gelangen.
| Jahr | Team             | Veranstaltung |    | GP | G | A  | Pts | PIM            | Resultat |
| ---- | ---------------- | ------------- | -- | -- | - | -- | --- | -------------- | -------- |
| 1977 | Tschechoslowakei | U20-WM        |    |    |   |    |     | Bronzemedaille |          |
| 1978 | Tschechoslowakei | U20-WM        | 6  | 1  | 3 | 4  | 0   | 4. Platz       |          |
| 1982 | Tschechoslowakei | WM            | 9  | 1  | 0 | 1  | 4   | Silbermedaille |          |
| 1983 | Tschechoslowakei | WM            | 9  | 1  | 0 | 1  | 4   | Silbermedaille |          |
| 1984 | Tschechoslowakei | Olympia       | 7  | 4  | 6 | 10 | 10  | Silbermedaille |          |
| 1984 | Tschechoslowakei | Canada Cup    | 5  | 0  | 1 | 1  | 4   | 5. Platz       |          |
| 1985 | Tschechoslowakei | WM            | 10 | 2  | 2 | 4  | 4   | Goldmedaille   |          |
| 1986 | Tschechoslowakei | WM            | 10 | 7  | 5 | 12 | 14  | 5. Platz       |          |
| 1987 | Tschechoslowakei | WM            | 10 | 3  | 3 | 6  | 6   | Bronzemedaille |          |
| 1987 | Tschechoslowakei | Canada Cup    | 6  | 1  | 2 | 3  | 0   | 4. Platz       |          |
| 1988 | Tschechoslowakei | Olympia       | 8  | 2  | 5 | 7  | 4   | 6. Platz       |          |
| 1990 | Tschechoslowakei | WM            | 9  | 1  | 5 | 6  | 8   | Bronzemedaille |          |

(Legende zur Spielerstatistik: Sp oder GP = absolvierte Spiele; T oder G = erzielte Tore; V oder A = erzielte Assists; Pkt oder Pts = erzielte Scorerpunkte; SM oder PIM = erhaltene Strafminuten; +/− = Plus/Minus-Bilanz; PP = erzielte Überzahltore; SH = erzielte Unterzahltore; GW = erzielte Siegtore; 1 Play-downs/Relegation; Kursiv: Statistik nicht vollständig)